# Lilla Varholmen
Lilla Varholmen é uma pequena península da ilha de Hisingen.
Pertence ao município de Gotemburgo e à província histórica da Bohuslän.
De Lilla Varholmen partem e chegam os ferryboats das ilhas de Hönö e Björkö.